# Франзен, Юхан
Ю́хан Франзе́н (швед. Johan Franzén; род. 23 декабря 1979, Ландсбру, Йёнчёпинг) — шведский хоккеист, выступающий за клуб НХЛ «Детройт Ред Уингз». Чемпион мира 2006 года, обладатель Кубка Стэнли в составе «Детройт Ред Уингз» в 2008 году.

## Карьера

### Клубная
Юхан Франзен до приезда в НХЛ, с 2000 по 2005 год выступал в шведском клубе «Линчёпинг». На драфте НХЛ в 2004 году был выбран командой «Детройт Ред Уингз» под 97-м номером в третьем раунде.
В дебютном для себя сезоне 2006/07 провел 80 матчей, набрав 16 очков (12+4), и был назван лучшим новичком «Ред Уингз». В августе 2006 года заключил трёхлетний контракт на сумму $ 2,9 млн.
В плей-офф 2008 стал лучшим снайпером вместе с Хенриком Зеттербергом, забросив 13 шайб в 16 играх (большую часть полуфинала с «Даллас Старз» и начало финальной серии с «Питтсбург Пингвинз» пропустил из-за повреждения), а «Детройт» выиграл Кубок Стэнли, переиграв в финале «Питтсбург».
В следующем году с «красными крыльями» вновь добрался до финала Кубка Стэнли, но в этот раз «Детройт» уступил серию «Питтсбургу» в 7-ми матчах.
11 апреля 2009 года подписал 11-летнее соглашение с клубом на сумму $ 43 млн.
2 февраля 2011 года Франзен забил пять шайб (две в равных составах, две в большинстве и одну в пустые ворота) в игре против «Оттавы Сенаторз». 5 и более шайб в одном матче за «Детройт» забивали Сергей Фёдоров (26 декабря 1996) — 5 шайб в матче с «Вашингтон Кэпиталз» — и Сид Хоу (3 февраля 1944) — 6 шайб в матч с «Нью-Йорк Рейнджерс». Франзен стал четвёртым хоккеистом из Швеции, которому удавалось забить 5 шайб в одном матче в истории НХЛ.
В сезонах 2010/11 и 2011/12 являлся лучшим снайпером своего клуба, забросив 28 и 29 шайб соответственно.
6 января 2015 года в матче против «Эдмонтон Ойлерз» в столкновении с Робом Клинкхаммером получил сотрясение мозга и выбыл до конца сезона. Спустя полгода вышел на первые матчи сезона 2015/16, но у Франзена возобновились симптомы сотрясения мозга. После этого Йохан не провел в НХЛ ни одного матча, хотя контракт игрока истек лишь по окончании сезона 2019/20.

### Международные соревнования
Франзен выступал за шведскую сборную на этапах Еврохоккейтура (до приезда в НХЛ), а также на мировых первенствах 2005, 2006 и 2012 годов, причем в 2006 году завоевал золотую медаль чемпиона мира, проведя на турнире 8 игр и набрав 3 очка (3 передачи). В 2010 году принял участие в зимней Олимпиаде в Ванкувере, в последний момент заменив своего одноклубника Томаса Хольмстрёма в заявке сборной, хотя сам едва успел оправиться от травмы (разрыв крестообразной связки колена).

## Статистика выступлений
| Легенда | Легенда                    | Легенда | Легенда                   | Легенда | Легенда    |
| ------- | -------------------------- | ------- | ------------------------- | ------- | ---------- |
| И       | Количество проведённых игр | Штр     | Штрафное время            | +/−     | Плюс-минус |
| Г       | Голы                       | П       | Голевые передачи          | О       | Очки       |
| -       | Статистика неизвестна      | —       | Статистика не учитывалась |         |            |